# Зілове
Зілове́ — село в Україні, у Луківській селищній громаді Ковельського району Волинської області. Населення становить 60 осіб.

## Населення
Згідно з переписом УРСР 1989 року чисельність наявного населення села становила 63 особи, з яких 28 чоловіків та 35 жінок.
За переписом населення України 2001 року в селі мешкало 59 осіб. 100 % населення вказало своєю рідною мовою українську мову.

## Історія
У 1906 році село Старокошарської волості Ковельського повіту Волинської губернії. Відстань від повітового міста 14  верст, від волості 4. Дворів 25, мешканців 156.
До 23 грудня 2016 року село входило до складу Миляновичівської сільської ради Турійського району Волинської області.
Після ліквідації Турійського району 19 липня 2020 року село увійшло до Ковельського району.